# 鄭水枝
鄭水枝（1926年—2020年4月17日），中華民國政治人物。前監察院代理院長、監察院副院長、台灣省政府委員、中華民國內政部政務次長。

## 經歷
曾任臺北縣樹林鎮（今新北市樹林區）鎮長，臺北縣議員，代表中國國民黨在台灣省第一選區（北基宜）當選為第一屆第一、二次增額立法委員，臺灣省政府建設廳廳長，行政院勞工委員會首任主任委員，中國國民黨中央黨部副秘書長，中央電影公司董事長等職務。民國82年（西元1993年）就任監察院監察委員，並且當選副院長，而在時任院長陳履安宣布競選總統後請辭院長一職時，代理院長職務。

## 外部連結
- 監察院全球資訊網 ─ 鄭水枝(代理院長)

| 官衔           | 官衔                                                        | 官衔          |
| -------------- | ----------------------------------------------------------- | ------------- |
| 中華民國行政院 |                                                             |               |
| 首任           | 行政院勞工委員會主任委員 第一任 1987年8月1日－1989年2月24日 | 繼任： 趙守博 |
| 監察院         |                                                             |               |
| 前任： 林榮三  | 監察院副院長 第九任 1993年2月1日－1999年1月31日             | 繼任： 陳孟鈴 |
| 前任： 陳履安  | 監察院院長 代理 1995年9月23日－1996年8月31日                | 繼任： 王作榮 |